# Ingalls (Kansas)
Ingalls is een plaats (city) in de Amerikaanse staat Kansas, en valt bestuurlijk gezien onder Gray County.

## Demografie
Bij de volkstelling in 2000 werd het aantal inwoners vastgesteld op 328.
In 2006 is het aantal inwoners door het United States Census Bureau geschat op 311, een daling van 17 (-5,2%).

## Geografie
Volgens het United States Census Bureau beslaat de plaats een oppervlakte van
0,7 km², geheel bestaande uit land. Ingalls ligt op ongeveer 814 m boven zeeniveau.

## Plaatsen in de nabije omgeving
De onderstaande figuur toont nabijgelegen plaatsen in een straal van 36 km rond Ingalls.